# Tom Jazz
Tom Jazz, em São Paulo, foi uma casa de eventos renomada e conhecida na região. Foi inaugurada em outubro de 2005, projetado internamente pelos arquitetos Jorge Konnigsberger e Gianfranco Vannuchi e com desenho de luz assinado pelo iluminador Maneco Quinderé. O espaço possuía capacidade para 200 pessoas, distribuído em 2 andares, possuía uma acústica perfeita, na decoração predominava materiais rústicos, como madeira e tijolo, que favoreciam a acústica do lugar..Esteve localizada na Avenida Angélica, número 2.331, Higienópolis, São Paulo - SP.

Em janeiro de 2016 a casa anunciou que fecharia as portas no final de fevereiro, informando que se tornou financeiramente inviável principalmente pelo preço do aumento do aluguel. O último show realizado na casa foi no dia 28 de fevereiro de 2016 pela cantora Luiza Possi, onde ela apresentou o show Projeto Verão onde cantava músicas que marcaram os verões.
Alguns dos principais eventos que passaram pelo palco do Tom Jazz incluem:
- Zizi Possi gravou seu álbum Tudo Se Transformou ao vivo nos dias 17, 18 e 19 de agosto de 2012.[8]